# 棱菊石目
棱菊石目（Goniatitida）是一群已經滅絕的菊石類，最早出現在泥盆紀中期（大約3.9億年前），興盛於石炭紀與二疊紀，最後於古生代末期，約2億5100萬年前滅絕。
所有的棱菊石類都擁有外殼，硬殼內部被隔板分隔成獨立的殼室，殼室裡可能都充滿著氣體。大部分的棱菊石類直徑都小於15公分，甚至常常小於5公分。棱菊石類的外殼通常都具有螺旋狀的花紋，與中生代的菊石目菊石不同。古生代的菊石類外殼大部分只有部分螺旋花紋，有些種類甚至沒有螺旋花紋。